# Regions Morgan Keegan Championships and the Cellular South Cup 2011
Il Regions Morgan Keegan Championships and the Cellular South Cup 2011  è stato un torneo giocato sul cemento presso il Racquet Club di Memphis, nel Tennessee. È stata la 110ª edizione del Regions Morgan Keegan Championships, e la 26a del Cellular South Cup. Il Regions Morgan Keegan Championships fa parte dell'ATP World Tour 500 series nell'ambito dell'ATP World Tour 2011, la Cellular South Cup dei Tornei WTA International nell'ambito del WTA Tour 2011. Il torneo maschile si è giocato fra il 12 e il 20 febbraio, quello femminile fra l'11 e il 19 febbraio 2011.

## Partecipanti ATP

### Teste di serie
| Nazionalità   | Giocatore         | Ranking | Testa di serie* |
| ------------- | ----------------- | ------- | --------------- |
| Stati Uniti   | Andy Roddick      | 8       | 1               |
| Spagna        | Fernando Verdasco | 9       | 2               |
| Francia       | Gaël Monfils      | 12      | 3               |
| Stati Uniti   | Mardy Fish        | 16      | 4               |
| Stati Uniti   | Sam Querrey       | 17      | 5               |
| Stati Uniti   | John Isner        | 23      | 6               |
| Taipei cinese | Lu Yen-hsun       | 38      | 7               |
| Sudafrica     | Kevin Anderson    | 40      | 8               |

* Le teste di serie sono basate sul ranking al 7 febbraio 2011.

### Altri partecipanti
I seguenti giocatori hanno ricevuto una wild-card per il tabellone principale:
- James Blake
- Juan Martín del Potro
- Milos Raonic

I seguenti giocatori sono entrati nel tabellone principale passando dalle qualificazioni:

- Jan Hájek
- Robert Kendrick
- Michael Russell
- Ryan Sweeting

## Partecipanti WTA

### Teste di Serie
| Nazionalità | Giocatrice                 | Ranking | Testa di serie* |
| ----------- | -------------------------- | ------- | --------------- |
| Rep. Ceca   | Barbora Záhlavová-Strýcová | 56      | 1               |
| Svezia      | Sofia Arvidsson            | 60      | 2               |
| Stati Uniti | Melanie Oudin              | 61      | 3               |
| Russia      | Alla Kudrjavceva           | 71      | 4               |
| Bielorussia | Ol'ga Govorcova            | 73      | 5               |
| Canada      | Rebecca Marino             | 84      | 6               |
| Rep. Ceca   | Renata Voráčová            | 85      | 7               |
| Stati Uniti | Vania King                 | 86      | 8               |

* Le teste di serie sono basate sul ranking al 7 febbraio 2011.

### Altre partecipanti
Le seguenti giocatrici hanno ricevuto una wild-card per il tabellone principale:
- Beatrice Capra
- Catherine Harrison
- Ajla Tomljanović

Le seguenti giocatrici sono entrate nel tabellone principale passando dalle qualificazioni:

- Stéphanie Foretz Gacon
- Alexa Glatch
- Anna-Lena Grönefeld
- Heather Watson
- Alexandra Stevenson (Lucky loser)

## Campioni

### Singolare maschile
Andy Roddick ha battuto in finale  Milos Raonic con il punteggio di 7–6(11), 6(7)–7, 7–5.
- È il 1º titolo dell'anno per Roddick, il 30° della sua carriera. È il 3° successo in questo torneo, dopo le vittorie del 2002 e 2009.

### Singolare femminile
Magdaléna Rybáriková ha battuto in finale  Rebecca Marino per 6–2, rit.
- È il 1º titolo dell'anno per Magdaléna Rybáriková, il 2° della sua carriera.

### Doppio maschile
Maks Mirny /  Daniel Nestor hanno battuto in finale  Eric Butorac /  Jean-Julien Rojer con il punteggio di 6–2, 6(6)–7, [10–3].

### Doppio femminile
Ol'ga Govorcova /  Alla Kudrjavceva hanno battuto in finale  Andrea Hlaváčková /  Lucie Hradecká per 6–3, 4–6, [10–8]